# 刺果番荔枝
刺果番荔枝（學名：Annona muricata），新马一带俗称红毛榴槤，一种热带水果，属番荔枝科番荔枝属。雖然别名裡有「榴槤」二字，但不具臭味，分類上與台灣所產的釋迦（即番荔枝）相近。果肉呈乳白色，酸甜多汁，种子黑色，散在果肉纹理中。
原产于美洲热带地区，现广泛引种于世界各地。中国大陆产区为海南、云南、广西等气温较高地区。